# Seramhavet
Seramhavet er et havområde i den indonesiske øgruppe Molukkerne. Seramhavet betegner farvandet mellem øerne Aru, Seram, Buru, Obi og Ny Guinea. Seramhavet grænser mod Arafurahavet i øst, Bandahavet i syd og vest, og Molukkerhavet og Halmaherahavet i nord.
2°30′S 128°00′Ø / 2.5°S 128°Ø